# Le Grand Hazard Military Cemetery
Le cimetière « Le Grand Hazard Military Cemetery » est un cimetière de la Première Guerre mondiale situé à Morbecque (Nord).

## Tombes
| Pays        | Tombes |
| ----------- | ------ |
| Royaume-Uni | 263    |
| Australie   | 37     |
| Allemagne   | 4      |
| Total       | 304    |